# Salix chevalieri
Salix chevalieri — вид квіткових рослин із родини вербових (Salicaceae).

## Морфологічна характеристика
Це дерево.

## Середовище проживання
Буркіна-Фасо, Гамбія, Гвінея, Малі, Сенегал. Росте на берегах річок.

## Загрози
Посуха та видобуток корисних копалин загрожують цьому виду.

## Використання
Немає жодної інформації щодо використання або торгівлі цим видом.